# Sport-Verein Werder von 1899 1966-1967
Questa voce raccoglie le informazioni riguardanti lo Sport-Verein Werder von 1899 nelle competizioni ufficiali della stagione 1966-1967.

## Stagione
Nella stagione 1966-1967 il Werder Brema, allenato da Günter Brocker, concluse il campionato di Bundesliga al 16º posto. In Coppa di Germania il Werder Brema fu eliminato agli ottavi di finale dal Borussia Neunkirchen.

## Rosa
| N. |                      | Ruolo | Calciatore           |
| -- | -------------------- | ----- | -------------------- |
|    | Germania (bandiera)  | P     | Günter Bernard       |
|    | Germania (bandiera)  | P     | Klaus Lambertz       |
|    | Germania (bandiera)  | P     | Gerhard Teupel       |
|    | Germania (bandiera)  | D     | Wolfgang Bordel      |
|    | Germania (bandiera)  | D     | Horst-Dieter Höttges |
|    | Germania (bandiera)  | D     | Helmut Jagielski     |
|    | Germania (bandiera)  | D     | Sepp Piontek         |
|    | Germania (bandiera)  | D     | Heinz Steinmann      |
|    | Danimarca (bandiera) | C     | Ole Bjørnmose        |
|    | Danimarca (bandiera) | C     | John Danielsen       |
|    | Germania (bandiera)  | C     | Diethelm Ferner      |
|    | Germania (bandiera)  | C     | Max Lorenz           |

| N. |                     | Ruolo | Calciatore        |
| -- | ------------------- | ----- | ----------------- |
|    | Germania (bandiera) | C     | Herbert Meyer     |
|    | Germania (bandiera) | C     | Helmut Schimeczek |
|    | Germania (bandiera) | C     | Herbert Schröder  |
|    | Germania (bandiera) | C     | Arnold Schütz     |
|    | Germania (bandiera) | A     | Carsten Baumann   |
|    | Germania (bandiera) | A     | Werner Görts      |
|    | Germania (bandiera) | A     | Klaus Hänel       |
|    | Germania (bandiera) | A     | Klaus Matischak   |
|    | Germania (bandiera) | A     | Manfred Podlich   |
|    | Germania (bandiera) | A     | Rolf Schweighöfer |
|    | Germania (bandiera) | A     | Gerhard Zebrowski |

## Organigramma societario
Area tecnica
- Allenatore: Günter Brocker
- Allenatore in seconda:
- Preparatore dei portieri:
- Preparatori atletici:

## Calciomercato

### Sessione estiva
| Acquisti | Acquisti          | Acquisti             | Acquisti |
| R.       | Nome              | da                   | Modalità |
| -------- | ----------------- | -------------------- | -------- |
| C        | Ole Bjørnmose     | B 1909               |          |
| A        | Werner Görts      | Borussia Neunkirchen |          |
| A        | Rolf Schweighöfer | Schweinfurt 05       |          |

| Cessioni | Cessioni      | Cessioni  | Cessioni |
| R.       | Nome          | a         | Modalità |
| -------- | ------------- | --------- | -------- |
| A        | Hugo Dausmann | Pirmasens |          |
| C        | Hans Schulz   | Amburgo   |          |
| C        | Willi Soya    | Bergedorf |          |

## Risultati

### Bundesliga

#### Girone di andata
| Arbitro: | Herden |

|                         |           |  |
| Maas 23’ Saborowski 81’ | Marcatori |  |

| Arbitro: | Weyland |

|               |           |                     |
| Zebrowski 81’ | Marcatori | 4’ Peters 31’ Gress |

| Arbitro: | Jacobi |

|          |           |  |
| Rühl 89’ | Marcatori |  |

| Arbitro: | Tschenscher |

|                      |           |           |
| Schütz 22’ Görts 34’ | Marcatori | 60’ Klose |

| Arbitro: | Kreitlein |

|                           |           |  |
| Geisert 50’ Reitgassl 57’ | Marcatori |  |

| Arbitro: | Niemeyer |

|                                                                          |           |              |
| Höttges 7’ (rig.) Zebrowski 8’ Schütz 42’ Schweighöfer 52’ Danielsen 63’ | Marcatori | 55’ Kurbjuhn |

| Arbitro: | Handwerker |

|                          |           |  |
| Emmerich 45’ (rig.), 60’ | Marcatori |  |

| Arbitro: | Hennig |

|                                                    |           |               |
| Piontek 18’ Ferner 28’ Schweighöfer 74’ Schütz 90’ | Marcatori | 60’ Ohlhauser |

| Arbitro: | Siebert |

|  |           |            |
|  | Marcatori | 60’ Ferner |

| Arbitro: | Herden |

|                           |           |  |
| Görts 32’, 86’ Schütz 60’ | Marcatori |  |

| Arbitro: | Radermacher |

|                                                     |           |                                         |
| Wild 27’ (rig.) Zaczyk 75’ Šekularac 79’ Müller 83’ | Marcatori | 22’ Zebrowski 44’, 65’ Schütz 69’ Görts |

| Arbitro: | Heumann |

|                                |           |                         |
| Höttges 61’ (rig.) Piontek 70’ | Marcatori | 30’ Netzer 55’ Heynckes |

| Arbitro: | Jacobi |

|  |           |               |
|  | Marcatori | 12’ Zebrowski |

| Arbitro: | Thier |

|                                                        |           |                                        |
| Schweighöfer 28’, 31’ Höttges 54’ (rig.) Zebrowski 68’ | Marcatori | 17’, 87’ Müller 36’ Volkert 57’ Brungs |

| Arbitro: | Deuschel |

|                                      |           |               |
| Blusch 5’ Lotz 39’ Bechtold 76’, 83’ | Marcatori | 27’ Zebrowski |

| Arbitro: | Hennig |

|                       |           |          |
| Rebele 15’ Zeiser 89’ | Marcatori | 8’ Görts |

| Arbitro: | Wengenmayer |

|                  |           |                                |
| Schweighöfer 24’ | Marcatori | 10’, 52’ Jendrossek 71’ Struth |

#### Girone di ritorno
| Arbitro: | Weyland |

|                          |           |                         |
| Zebrowski 22’ Lorenz 73’ | Marcatori | 12’ Maas 36’, 81’ Ulsaß |

| Arbitro: | Regely |

|          |           |                  |
| Weiß 24’ | Marcatori | 68’ Schweighöfer |

| Arbitro: | Heumann |

|               |           |         |
| Zebrowski 88’ | Marcatori | 8’ Rühl |

| Arbitro: | Siebert |

|  |           |            |
|  | Marcatori | 16’ Ferner |

| Arbitro: | Hennig |

|           |           |               |
| Görts 81’ | Marcatori | 34’ Reitgassl |

| Arbitro: | Baumgärtel |

|            |           |           |
| Seeler 29’ | Marcatori | 17’ Hänel |

| Arbitro: | Wengenmayer |

|                 |           |           |
| Schütz 63’, 85’ | Marcatori | 22’ Wosab |

| Arbitro: | Radermacher |

|                   |           |  |
| Müller 82’ (rig.) | Marcatori |  |

| Arbitro: | Betz |

|            |           |  |
| Ferner 31’ | Marcatori |  |

| Arbitro: | Niemeyer |

|                             |           |            |
| Bandura 6’ Siemensmeyer 54’ | Marcatori | 84’ Schütz |

| Arbitro: | Baumgärtel |

|  |           |                                    |
|  | Marcatori | 40’ Dobat 52’ Müller 69’ Weidlandt |

| Arbitro: | Riegg |

|            |           |               |
| Laumen 69’ | Marcatori | 59’ Danielsen |

| Brema 29 aprile 1967, ore 16:00 CET 30ª giornata | Werder Brema | 0 – 0 referto | Rot-Weiss Essen | Weserstadion (10 000 spett.)\| Arbitro: \| Kreitlein \| |
| Arbitro:                                         | Kreitlein    |               |                 |                                                         |

| Arbitro: | Malka |

|                        |           |            |
| Volkert 30’ Brungs 84’ | Marcatori | 44’ Lorenz |

| Arbitro: | Thier |

|                                        |           |  |
| Danielsen 10’ Zebrowski 68’ Ferner 80’ | Marcatori |  |

| Arbitro: | Niemeyer |

|                      |           |                                            |
| Hänel 26’ Lorenz 68’ | Marcatori | 10’, 83’ Heiß 42’ Brunnenmeier 86’ Küppers |

| Arbitro: | Binder |

|                                                |           |            |
| Hornig 6’ Neumann 30’ Löhr 66’ Pott 90’ (rig.) | Marcatori | 83’ Ferner |

### Coppa di Germania
| Arbitro: | Krumnack |

|                       |           |                            |
| Schaub 27’ Michel 98’ | Marcatori | 84’ Ferner 114’ Schimeczek |

| Arbitro: | Ott |

|                         |           |                      |
| Höttges 2’ (rig.), 112’ | Marcatori | 25’ (rig.) Fritzsche |

| Arbitro: | Betz |

|                |           |           |
| Hermesdorf 28’ | Marcatori | 36’ Görts |

| Arbitro: | Weyland |

|           |           |                      |
| Hänel 79’ | Marcatori | 15’, 66’ Linsenmaier |

## Statistiche

### Statistiche di squadra
| Competizione      | Punti | In casa | In casa | In casa | In casa | In casa | In casa | In trasferta | In trasferta | In trasferta | In trasferta | In trasferta | In trasferta | Totale | Totale | Totale | Totale | Totale | Totale | DR |
| Competizione      | Punti | G       | V       | N       | P       | Gf      | Gs      | G            | V            | N            | P            | Gf           | Gs           | G      | V      | N      | P      | Gf     | Gs     | DR |
| ----------------- | ----- | ------- | ------- | ------- | ------- | ------- | ------- | ------------ | ------------ | ------------ | ------------ | ------------ | ------------ | ------ | ------ | ------ | ------ | ------ | ------ | -- |
| Bundesliga        | 29    | 17      | 7       | 5       | 5       | 34      | 27      | 17           | 3            | 4            | 10           | 15           | 29           | 34     | 10     | 9      | 15     | 49     | 56     | -7 |
| Coppa di Germania | -     | 2       | 1       | 0       | 1       | 3       | 3       | 2            | 0            | 2            | 0            | 3            | 3            | 4      | 1      | 2      | 1      | 6      | 6      | 0  |
| Totale            | 29    | 19      | 8       | 5       | 6       | 37      | 30      | 19           | 3            | 6            | 10           | 18           | 32           | 38     | 11     | 11     | 16     | 55     | 62     | -7 |

### Andamento in campionato
| Giornata  | 1  | 2  | 3  | 4  | 5  | 6  | 7  | 8  | 9  | 10 | 11 | 12 | 13 | 14 | 15 | 16 | 17 | 18 | 19 | 20 | 21 | 22 | 23 | 24 | 25 | 26 | 27 | 28 | 29 | 30 | 31 | 32 | 33 | 34 |
| --------- | -- | -- | -- | -- | -- | -- | -- | -- | -- | -- | -- | -- | -- | -- | -- | -- | -- | -- | -- | -- | -- | -- | -- | -- | -- | -- | -- | -- | -- | -- | -- | -- | -- | -- |
| Luogo     | T  | C  | T  | C  | T  | C  | T  | C  | T  | C  | T  | C  | T  | C  | T  | T  | C  | C  | T  | C  | T  | C  | T  | C  | T  | C  | T  | C  | T  | C  | T  | C  | C  | T  |
| Risultato | P  | P  | P  | V  | P  | V  | P  | V  | V  | V  | N  | N  | V  | N  | P  | P  | P  | P  | N  | N  | V  | N  | N  | V  | P  | V  | P  | P  | N  | N  | P  | V  | P  | P  |
| Posizione | 16 | 17 | 18 | 16 | 17 | 16 | 17 | 15 | 15 | 8  | 8  | 8  | 7  | 8  | 9  | 11 | 11 | 11 | 12 | 13 | 11 | 11 | 12 | 11 | 12 | 11 | 12 | 13 | 13 | 13 | 13 | 12 | 14 | 16 |

Legenda:

Luogo: C = Casa; T = Trasferta. Risultato: V = Vittoria; N = Pareggio; P = Sconfitta.

### Statistiche dei giocatori
| Giocatore       | Bundesliga | Bundesliga | Bundesliga  | Bundesliga | Coppa di Germania | Coppa di Germania | Coppa di Germania | Coppa di Germania | Totale   | Totale | Totale      | Totale     |
| Giocatore       | Presenze   | Reti       | Ammonizioni | Espulsioni | Presenze          | Reti              | Ammonizioni       | Espulsioni        | Presenze | Reti   | Ammonizioni | Espulsioni |
| --------------- | ---------- | ---------- | ----------- | ---------- | ----------------- | ----------------- | ----------------- | ----------------- | -------- | ------ | ----------- | ---------- |
| C. Baumann      | 0          | 0          | 0           | 0          | 0                 | 0                 | 0                 | 0                 | 0        | 0      | 0           | 0          |
| G. Bernard      | 27         | 0          | 0           | 0          | 2                 | 0                 | 0                 | 0                 | 29       | 0      | 0           | 0          |
| O. Bjørnmose    | 5          | 0          | 0           | 0          | 1                 | 0                 | 0                 | 0                 | 6        | 0      | 0           | 0          |
| W. Bordel       | 5          | 0          | 0           | 0          | 0                 | 0                 | 0                 | 0                 | 5        | 0      | 0           | 0          |
| J. Danielsen    | 27         | 3          | 0           | 0          | 1                 | 0                 | 0                 | 0                 | 28       | 3      | 0           | 0          |
| D. Ferner       | 34         | 6          | 0           | 0          | 4                 | 1                 | 0                 | 0                 | 38       | 7      | 0           | 0          |
| W. Görts        | 30         | 6          | 0           | 0          | 4                 | 1                 | 0                 | 0                 | 34       | 7      | 0           | 0          |
| K. Hänel        | 19         | 2          | 0           | 0          | 3                 | 1                 | 0                 | 0                 | 22       | 3      | 0           | 0          |
| H. Höttges      | 30         | 3          | 0           | 0          | 4                 | 2                 | 0                 | 0                 | 34       | 5      | 0           | 0          |
| H. Jagielski    | 4          | 0          | 0           | 0          | 0                 | 0                 | 0                 | 0                 | 4        | 0      | 0           | 0          |
| K. Lambertz     | 6          | 0          | 0           | 0          | 2                 | 0                 | 0                 | 0                 | 8        | 0      | 0           | 0          |
| M. Lorenz       | 21         | 3          | 0           | 0          | 3                 | 0                 | 0                 | 0                 | 24       | 3      | 0           | 0          |
| K. Matischak    | 2          | 0          | 0           | 0          | 1                 | 0                 | 0                 | 0                 | 3        | 0      | 0           | 0          |
| H. Meyer        | 0          | 0          | 0           | 0          | 0                 | 0                 | 0                 | 0                 | 0        | 0      | 0           | 0          |
| S. Piontek      | 30         | 2          | 0           | 0          | 3                 | 0                 | 0                 | 0                 | 33       | 2      | 0           | 0          |
| M. Podlich      | 0          | 0          | 0           | 0          | 2                 | 0                 | 0                 | 0                 | 2        | 0      | 0           | 0          |
| H. Schimeczek   | 24         | 0          | 0           | 0          | 4                 | 1                 | 0                 | 0                 | 28       | 1      | 0           | 0          |
| H. Schröder     | 4          | 0          | 0           | 0          | 0                 | 0                 | 0                 | 0                 | 4        | 0      | 0           | 0          |
| R. Schweighöfer | 13         | 6          | 0           | 0          | 1                 | 0                 | 0                 | 0                 | 14       | 6      | 0           | 0          |
| A. Schütz       | 32         | 9          | 0           | 0          | 2                 | 0                 | 0                 | 0                 | 34       | 9      | 0           | 0          |
| H. Steinmann    | 32         | 0          | 0           | 0          | 4                 | 0                 | 0                 | 0                 | 36       | 0      | 0           | 0          |
| G. Teupel       | 1          | 0          | 0           | 0          | 0                 | 0                 | 0                 | 0                 | 1        | 0      | 0           | 0          |
| G. Zebrowski    | 28         | 9          | 0           | 0          | 3                 | 0                 | 0                 | 0                 | 31       | 9      | 0           | 0          |